# Peliculă de săpun
O peliculă de săpun este un strat subțire de lichid (de obicei pe bază de apă) înconjurat de aer. De exemplu, dacă două baloane de săpun⁠(d) intră în contact, se îmbină și se creează o peliculă subțire între ele. Astfel, spumele sunt formate dintr-o rețea de pelicule conectate prin joncțiunile Plateau⁠(d). Peliculele de săpun pot fi folosite ca modele de suprafețe minimale, care sunt utilizate pe scară largă în matematică.

## Stabilitate

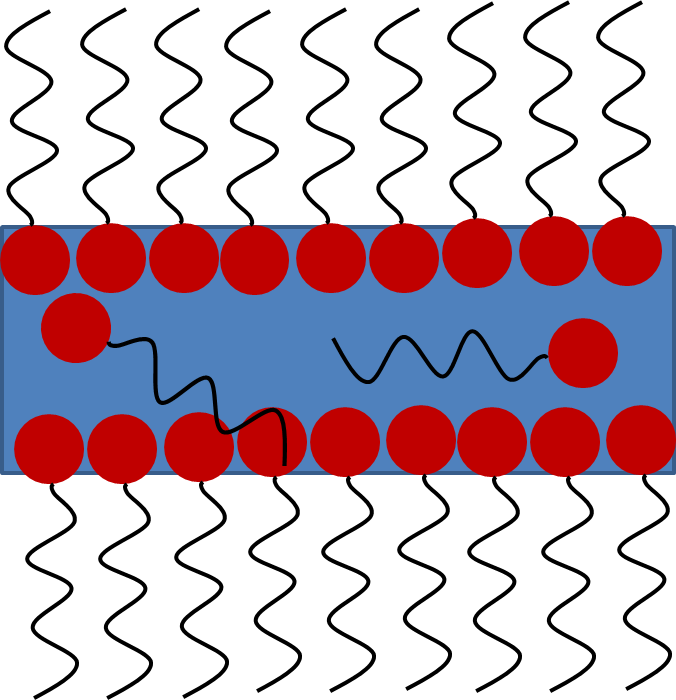
Organizarea surfactanților pe cele două suprafețe ale peliculei de săpun

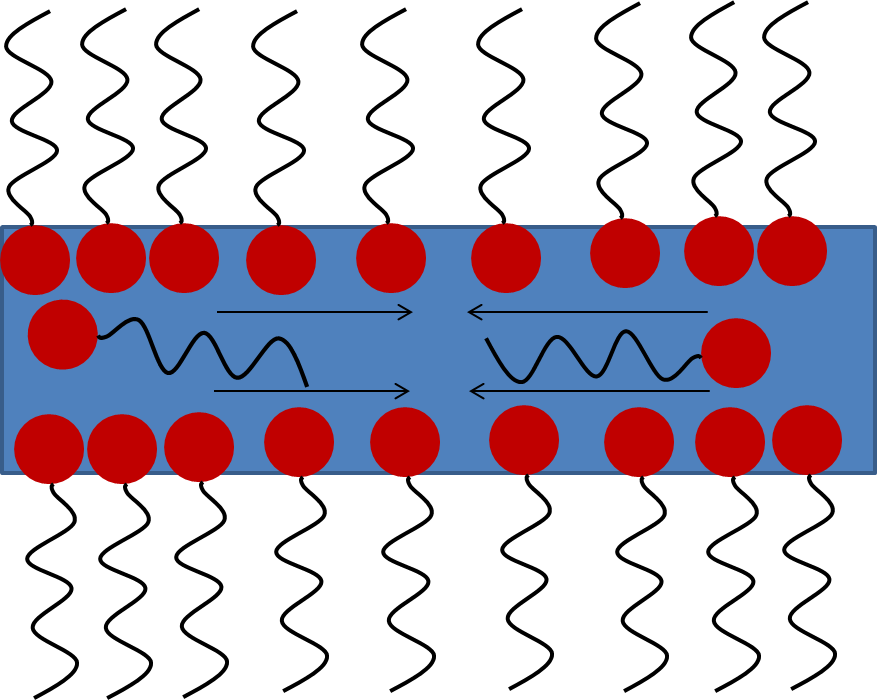
Forțele de suprafață Marangoni datorate neomogenităților concentrației surfactanților. Săgețile reprezintă direcția forței.

În practică formarea baloanelor de săpun nu este fezabilă doar folosind apă sau cu orice lichid pur. De fapt, prezența săpunului, care este compus la scară moleculară din surfactanți (agenți tensioactivi), este necesară pentru a stabiliza pelicula. De cele mai multe ori, agenții tensioactivi sunt amfifili, ceea ce înseamnă că sunt molecule cu atât o parte hidrofobă cât și una hidrofilă. Astfel, acestea sunt dispuse preferențial la interfața dintre aer și apă (v. figura din stânga).
Surfactanții stabilizează peliculele deoarece creează o repulsie între ambele suprafețe ale peliculei, împiedicând-o să se subțieze și, în consecință, să se spargă. Acest lucru poate fi arătat cantitativ prin calcule referitoare la presiunea de separare⁠(d). Principalele mecanisme de repulsie sunt sterice (surfactanții nu se pot întrețese) și electrostatice (dacă surfactanții au sarcini electrice).
În plus, surfactanții fac pelicula mai stabilă față de fluctuațiile de grosime datorită efectului Marangoni⁠(d). Acest lucru dă o anumită elasticitate interfeței: dacă concentrațiile de la suprafață nu sunt dispersate omogen pe suprafață, forțele Marangoni vor tinde să reomogenizeze aceste concentrații (v. figura din dreapta).
Chiar și în prezența surfactanților stabilizatori, o peliculă de săpun nu durează pentru totdeauna. Cu timpul, în funcție de umiditatea atmosferei, apa se evaporă. Mai mult, de îndată ce o peliculă nu este perfect orizontală, lichidul se scurge în jos datorită gravitației și se acumulează în partea de jos. În partea de sus, pelicula se subțiază și se sparge.

## Importanța tensiunii superficiale: suprafețe minimale
Din punct de vedere matematic, peliculele de săpun sunt suprafețe minimale⁠(d). Tensiunea superficială este raportul dintre energia necesară pentru a forma suprafața și unitatea de arie a suprafeței⁠(d). Un film — ca orice corp sau structură — preferă să existe într-o stare de energie potențială minimă⁠(d). Pentru a-și minimiza energia, în spațiul liber o picătură de lichid ia în mod natural o formă sferică, care are suprafața minimă pentru un volum dat. Bălțile și peliculele pot exista în prezența altor forțe, cum ar fi gravitația și atracția intermoleculară față de atomii unui substrat. Acest din urmă fenomen se numește udare⁠(d): forțele de legare dintre atomii substratului și atomii filmului pot determina scăderea energiei totale. În acest caz, cea mai scăzută configurație pentru energia corpului ar fi aceea în care cât mai mulți atomi din peliculă sunt cât mai aproape posibil de substrat. Acest lucru ar avea ca rezultat o peliculă infinit de subțire, extinsă la infinit pe substrat. În realitate, efectul udării aderente (care provoacă maximizarea suprafeței) și efectul tensiunii superficiale (care provoacă minimizarea suprafeței) s-ar echilibra reciproc: configurația stabilă poate fi o picătură, o baltă sau o peliculă subțire, în funcție de forțele care acționează asupra corpului.

## Culori

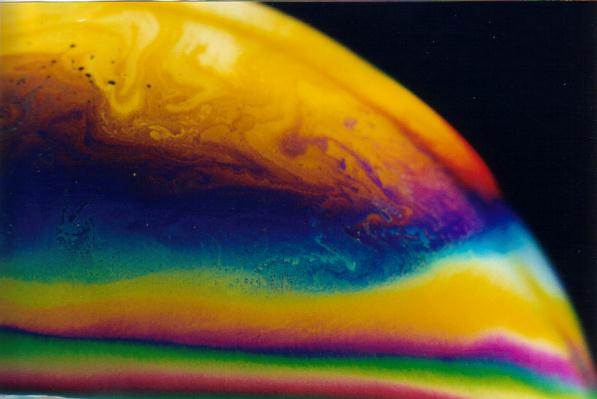
Interferențe în pelicula subțire a unui balon de săpun. Se observă culoarea galben-aurie lângă partea de sus, unde pelicula este subțire și câteva puncte negre mici

Culorile iridescente⁠(d) ale unei pelicule de săpun sunt cauzate de interferența undelor luminoase reflectate (intern și extern), un proces numit interferență în pelicule subțiri⁠(d) și sunt determinate de grosimea filmului. Acest fenomen nu are aceeași cauză cu culorile curcubeului (cauzate de refracția luminii reflectate intern), ci aceeași cu fenomenul care provoacă culorile dintr-o pată de ulei de pe un drum umed.

## Drenare

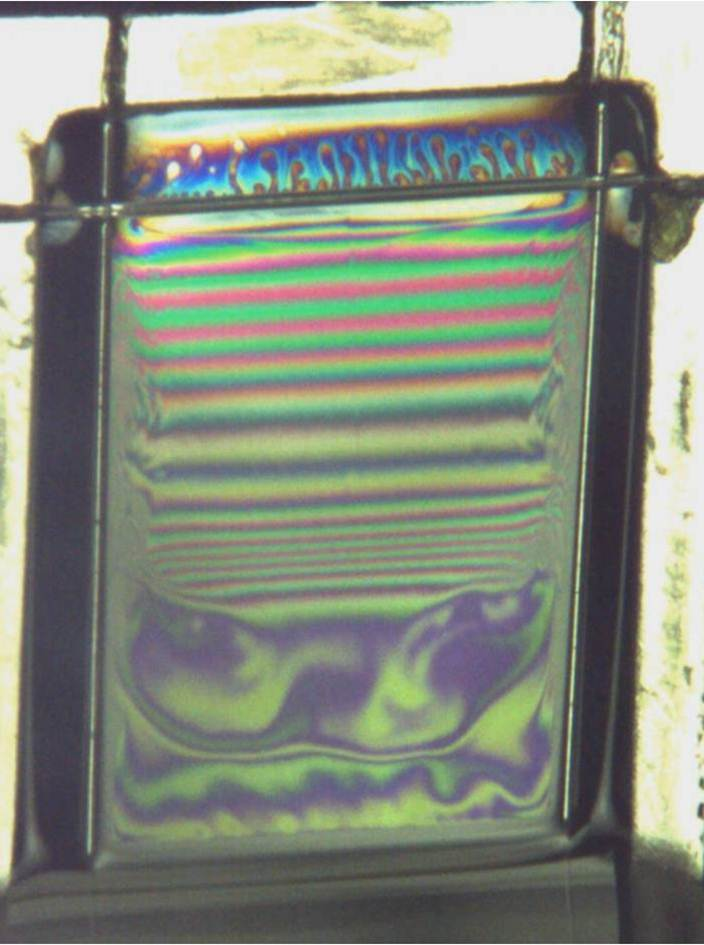
Inagine a unei pelicule realizate în timpul generării sale. Pelicula este trasă în sus dintr-o soluție de săpun.

Dacă surfactanții sunt bine aleși, iar umiditatea atmosferică și mișcările aerului sunt controlate corespunzător, o peliculă de săpun orizontală poate dura de la câteva minute până la câteva ore. Însă o peliculă verticală este afectată de gravitație, lichidul tinde să se scurgă, ceea ce face ca pelicula să se subțieze în partea de sus. Culoarea depinde de grosimea ei, în funcție de franjele de interferență colorate care pot fi văzute în partea de sus a figurii alăturate.

## Puncte negre

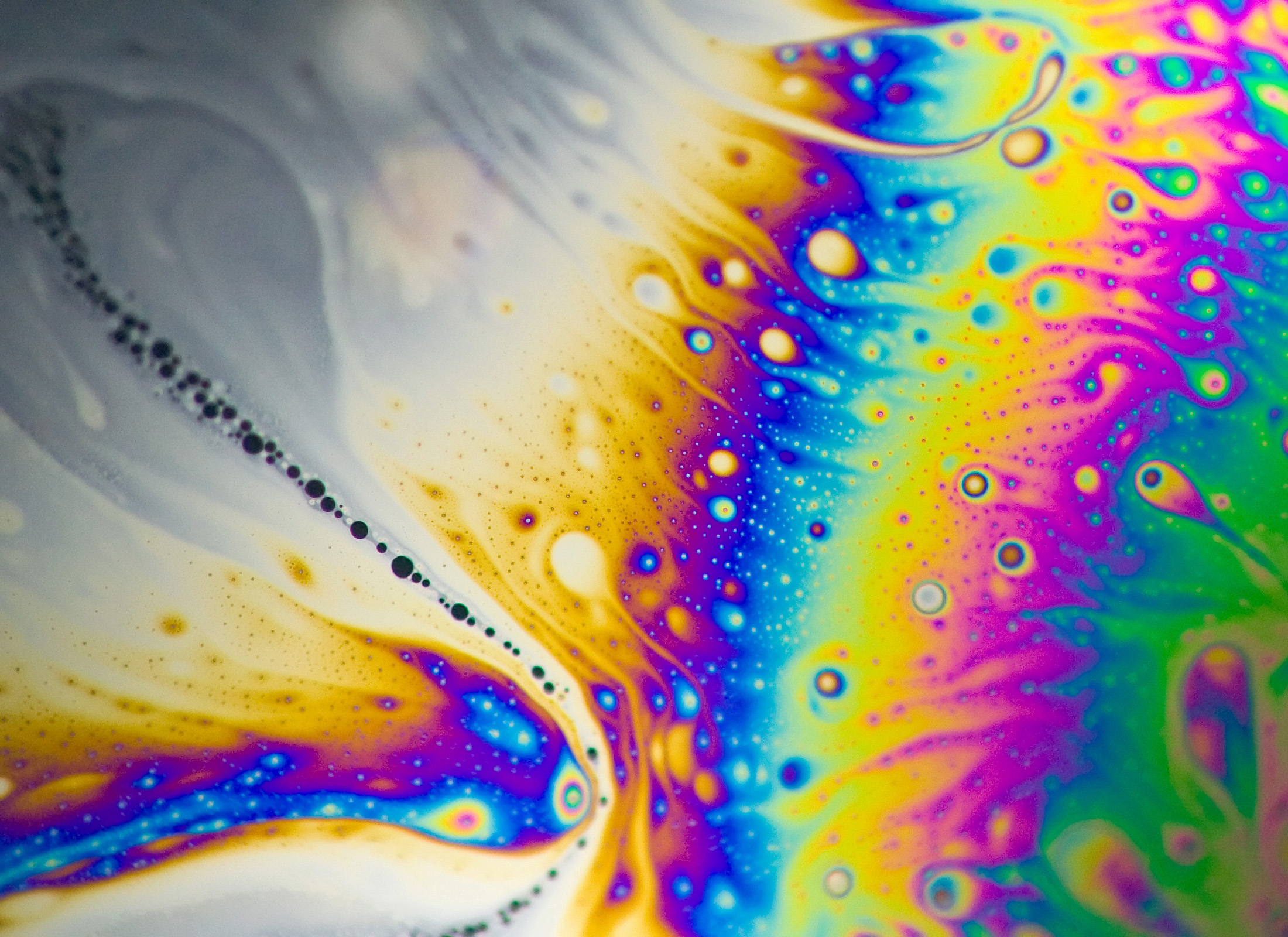
Vedere mărită a punctelor negre dintr-o peliculă de săpun

În etapele finale ale drenării încep să se formeze puncte negre cu margini bine conturate. Aceste puncte sunt semnificativ mai subțiri (< 100 nm) decât pelicula normală de săpun, dând naștere la culoarea lor de interferență, negru. Când se pot forma puncte negre depinde de concentrația săpunului. Există două tipuri de pelicule negre:
- puncte negre obișnuite, groase de aproximativ 50 nm și
- puncte negre Newton, groase de aproximativ 4 nm, care necesită o concentrație mai mare de electroliți. În aceste puncte suprafețele exterioare ale săpunului s-au rupt împreună și au expulzat cea mai mare parte din lichidul dintre ele.

Pe măsură ce drenajul continuă, în cele din urmă petele negre se întind pe întreaga peliculă de săpun și, în ciuda subțirimii sale extreme, pelicula neagră finală poate fi destul de stabilă și poate supraviețui timp de mai multe minute.

## Spargere

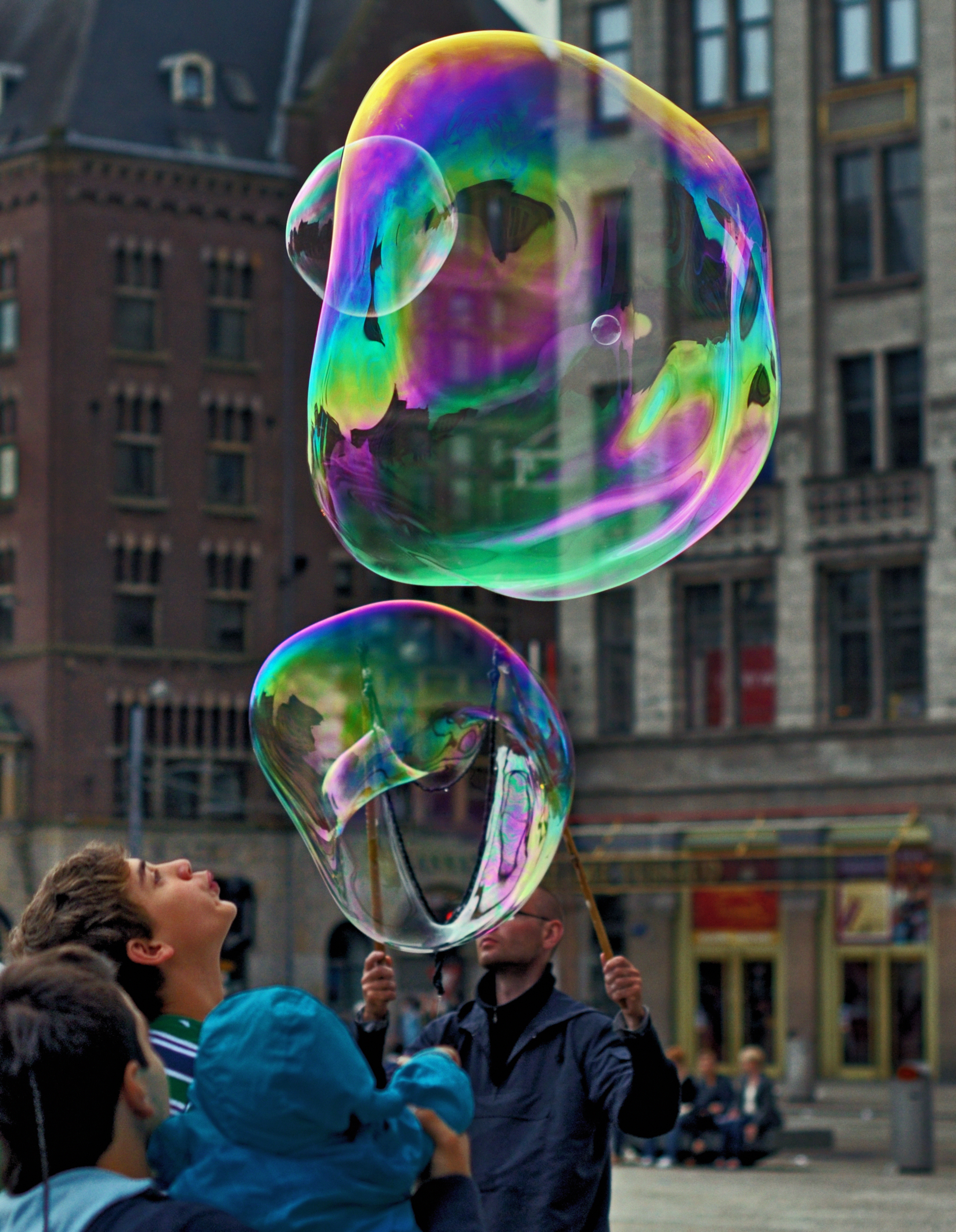
Baloane de săpun

Dacă pelicula de săpun este instabilă, în final ea se sparge. Undeva în peliculă se formează o gaură, care se întinde foarte rapid. Tensiunea superficială duce la minimizarea suprafeței și prin asta la dispariția peliculei. Întinderea găurii nu este instantanee și este încetinită de inerția lichidului. Echilibrul dintre forțele de inerție și tensiunea superficială determină viteza de întindere:
{\displaystyle V={\sqrt {\frac {2\gamma }{\rho h}}}}
unde {\displaystyle \gamma } este tensiunea superficială a lichidului, {\displaystyle \rho } este densitatea lichidului, iar {\displaystyle h} este grosimea peliculei.

## Utilizări
În matematică peliculele de săpun sunt folosite pentru realizarea suprafețelor minimale.
În tehnică peliculele de săpun sunt folosite pentru modelarea unor fenomene descrise de ecuații cu derivate parțiale prin procedeul analogia cu membrana.
Recreativ, peliculele de săpun sunt folosite la obținerea baloanelor de săpun.